# Протасов, Олег Валерьевич
Оле́г Вале́рьевич Прота́сов (укр. Олег Валерійович Протасов; род. 4 февраля 1964[…], Днепропетровск) — советский и украинский футболист, футбольный тренер. Один из лучших нападающих советского футбола. Заслуженный мастер спорта СССР (1988). Единственный советский футболист — номинант награды УЕФА «Золотая бутса» («Серебряная бутса» за 2-е место в сезоне 1985/86).

## Игровая карьера

### Карьера в клубах
В детстве решил стать футболистом после того, как отец Валерий Николаевич (инженер Южмаша) привёл его на стадион «Метеор», на матч местного «Днепра». Отец отвёл Олега и в футбольную секцию «Днепр-75». Первыми тренерами Протасова стали Ветрогонов, Белолюбский и Дановский. Именно здесь Протасов познакомился и на всю жизнь подружился с Геннадием Литовченко.
В 1981 году «Днепр» после двухлетнего перерыва вернулся в высшую лигу. Именно в этом сезоне в дубле клуба появился 17-летний Протасов, уже игравший за юношескую сборную СССР. Дебют Протасова в основном составе «Днепра» состоялся осенью 1982 года на родном «Метеоре» — в возрасте 18 лет вышел на замену в матче с «Динамо» Киев. 30 октября открыл счёт своим забитым мячам — на 78-й минуте встречи в Донецке, где в матче с «Шахтёром» он вышел также на замену. Это был всего четвёртый матч Протасова в высшей лиге. В этом же сезоне он в составе юношеской сборной СССР (возраст до 19 лет) стал бронзовым призёром чемпионата Европы, оформив в матче со сборной Северной Ирландии хет-трик.
В чемпионском для «Днепра» 1983 году Протасов сыграл 21 матч (большинство — уже в стартовом составе команды) и забил 7 мячей (в том числе хет-трик в ворота «Нистру»). Тогда же сыграл в составе юниорской сборной СССР (возраст до 21 года) на чемпионате мира в Мексике, забил гол голландцам (с ван Бастеном в составе). На чемпионате присутствовал тренер первой сборной Валерий Лобановский, который именно после этого рекомендовал забрать Протасова в киевское «Динамо», а уже в августе 1983 года вызвал на неофициальные сборы в сборную СССР для участия в матче против 2-й сборной. Протасов вышел на замену во втором тайме вместо Олега Блохина и, забив 2 мяча, принёс победу первому составу.
В следующем сезоне Протасов уже стал главным голеадором «Днепра», долгое время лидировал в списке лучших бомбардиров чемпионата и лишь в самом конце занял 2-3-е место с 18 голами. В этом же сезоне он дебютировал в еврокубках и закрепился в основе сборной СССР, которой руководил Эдуард Малофеев. Забил по голу в товарищеских матчах со сборными Финляндии (3:1), а также Англии (2:0). Матч с англичанами проходил на «Уэмбли»; по ходу поединка Протасов, выйдя на замену за 3 минуты до конца игры, уже через 2 минуты вывел на ударную позицию Блохина, и когда его удар был отбит, успел на добивание. В составе «Днепра» стал бронзовым призёром первенства СССР.
В сезоне 1985 года Протасов побил рекорд по забитым за один чемпионат мячам, установленный за 35 лет до этого легендарным форвардом московского «Спартака» и сборной СССР Никитой Симоняном. По итогам чемпионата на счету Протасова значилось 35 голов в 33 матчах, что на один гол выше достижения Симоняна, хотя многие журналисты и сам прежний лауреат поставили под сомнение честность нового рекорда. «Днепр» снова взял «бронзу» в чемпионате и дошёл до четвертьфинала Кубка чемпионов. В Кубке УЕФА в 1/32 был пройден «Висмут» из Ауэ 3:1 (2 гола партнёры забили с передач Протасова) и 2:1 (оба гола забил Протасов), в 1/16 ПСВ — 2:2 на выезде (оба мяча забил Протасов) и 1:0. В 1/8 находящийся уже без игровой практики «Днепр» уступил более слабому «Хайдуку» — 0:2 и 0:1. В отборе к ЧМ-86 Протасов забил 5 голов в 7 матчах и стал лучшим бомбардиром сборной — 2 гола дома Швейцарии (4:0), 2 гола Дании, по одному на выезде (2:4) и дома (1:0), 1 гол Ирландии дома (2:0). Протасов был признан вторым в СССР (по версии еженедельника «Футбол-Хоккей»), а в Европе в опросе «France Football» он занял 7-е место.
В 1986 году Протасов занял второе место в конкурсе «Золотая бутса» — приз для лучшего бомбардира в европейских национальных чемпионатах, уступив Марко ван Бастену (37 голов). Зимой 1986 года мучился травмой паховых колец, это помешало ему набрать форму к предстоящему ЧМ-86. В финальном турнире он провёл всего один матч, против сборной Канады и был заменен Игорем Белановым на 56-й минуте. В чемпионате Протасов с 17 голами остался на 3-м месте в списке бомбардиров. Команда выиграла Кубок федерации, Протасов принял участие в 2 матчах из 5 и забил 2 гола (оба московскому «Спартаку» в полуфинале турнира). 2 гола он забил в 5 неофициальных матчах в составе первой сборной («Гомсельмашу») и ещё 2 гола во время турне «Днепра» по Италии в ворота «Форди» и «Реджаны».
В 1987 году впервые назван лучшим футболистом СССР (по версии еженедельника «Футбол. Хоккей») и во второй раз стал лучшим бомбардиром чемпионата СССР (19 мячей), получив при этом своё первое «серебро» в чемпионате. Два неофициальных матча провёл в составе первой сборной СССР.
В начале 1988 года по приглашению Валерия Лобановского вместе с Геннадием Литовченко перешёл в киевское «Динамо». Летом 1988 года в составе сборной СССР стал вице-чемпионом Европы. В списке бомбардиров турнира также занял второе место, разделив его с нападающим сборной ФРГ Руди Фёллером (оба — 2 забитых мяча).
В 1990 году, после выступления сборной СССР на чемпионате мира, Протасов заключил контракт с греческим клубом «Олимпиакос» по приглашению главного тренера клуба Олега Блохина. В Грецию уехал в сентябре, сразу после киевского матча против московского «Спартака» (3:1). По официальному контракту трансферная стоимость Протасова была $9 млн, однако как потом выяснилось, между руководством «Динамо» и президентом «Олимпиакоса» были подписаны и другие документы.
В конце июня 1993 года на Протасова вышел Доминик Рошто и сказал, что игрока ждёт к себе главный тренер клуба «Тулуза» Ален Жиресс. Протасов провёл во Франции 3 дня, познакомился с инфраструктурой клуба и был готов подписать с клубом трёхлетний контракт, но сделка в итоге не состоялась.
Главный тренер «Олимпиакоса» Любо Петрович также не настаивал на продлении контракта с Протасовым. Впрочем, Протасов согласился продлить контракт ещё на 2 года, после разговора с президентом «Олимпиакоса».
Протасов перешёл в японский клуб «Гамба Осака», где уже выступал Сергей Алейников. За клуб играл два года, был лучшим бомбардиром клуба. В 1996 году президент клуба отказался от услуг Протасова, хотя тренер клуба настаивал, чтобы тот остался.
В том же году Протасов вернулся в Грецию. Несколько месяцев тренировался в команде Олега Блохина «Ионикос», а в середине 1996 заключил контракт на 2 года с новичком высшей лиги Греции «Верией». Вместе с экс-партнерами по «Олимпиакосу» Цалухидисом и Митропулосом стал лидером клуба. В Греции Протасов выступал до окончания карьеры.

#### Статистика
| Клуб             | Сезон            | Чемпионат | Чемпионат | Кубок | Кубок | Конт. | Конт. | Прочие | Прочие | Всего | Всего |
| Клуб             | Сезон            | Игры      | Голы      | Игры  | Голы  | Игры  | Голы  | Игры   | Голы   | Игры  | Голы  |
| ---------------- | ---------------- | --------- | --------- | ----- | ----- | ----- | ----- | ------ | ------ | ----- | ----- |
| Днепр            | 1982             | 4         | 1         | -     | -     | -     | -     | -      | -      | 4     | 1     |
| Днепр            | 1983             | 21        | 7         | 2     | -     | -     | -     | -      | -      | 23    | 7     |
| Днепр            | 1984             | 34        | 18        | 3     | 2     | 4     | 1     | 2      | -      | 43    | 21    |
| Днепр            | 1985             | 33        | 35        | 2     | 2     | 8     | 5     | -      | -      | 43    | 45    |
| Днепр            | 1986             | 23        | 17        | -     | -     | 2     | -     | 2      | 2      | 27    | 19    |
| Днепр            | 1987             | 30        | 19        | 4     | 3     | -     | -     | -      | -      | 34    | 22    |
| Динамо К         | 1988             | 29        | 11        | 3     | -     | -     | -     | -      | -      | 32    | 11    |
| Динамо К         | 1989             | 26        | 8         | 5     | 3     | 3     | 1     | 1      | -      | 35    | 12    |
| Динамо К         | 1990             | 16        | 12        | 4     | 2     | -     | -     | -      | -      | 20    | 14    |
| Олимпиакос       | 1990/91          | 30        | 13        | 2     | 1     | -     | -     | -      | -      | 32    | 14    |
| Олимпиакос       | 1991/92          | 21        | 15        | 6     | 3     | -     | -     | -      | -      | 27    | 18    |
| Олимпиакос       | 1992/93          | 24        | 14        | 9     | 3     | 4     | 1     | -      | -      | 37    | 18    |
| Олимпиакос       | 1993/94          | 9         | 8         | 4     | 1     | 1     | -     | -      | -      | 14    | 9     |
| Гамба Осака      | 1994             | 27        | 11        | 3     | -     | -     | -     | -      | -      | 30    | 11    |
| Гамба Осака      | 1995             | 28        | 13        | -     | -     | -     | -     | -      | -      | 28    | 13    |
| Верия            | 1996/97          | 30        | 4         | 4     | 1     | -     | -     | -      | -      | 34    | 5     |
| Верия            | 1997/98          | 32        | 7         | 1     | 0     | -     | -     | -      | -      | 33    | 7     |
| Продефтики       | 1998/99          | 28        | 5         | -     | -     | -     | -     | -      | -      | 28    | 5     |
| Панелефсиниакос  | 1999/00          | 2         | 1         | 1     | -     | -     | -     | -      | -      | 2     | 1     |
| Всего за карьеру | Всего за карьеру | 447       | 222       | 53    | 21    | 22    | 8     | 5      | 2      | 527   | 253   |

- Прочие — Кубок сезона и Кубок Федерации футбола СССР

### Карьера в сборных

#### СССР
Дебют за сборную СССР состоялся осенью 1983 года в товарищеском матче с немецкой «Гертой». Первый официальный матч за сборную — 28 марта 1984 года против сборной ФРГ (1:2). Первый гол — 15 мая 1984 года (также в товарищеской встрече) в ворота сборной Финляндии. 2 мая 1985 года сделал дубль в ворота сборной Швейцарии (4:0). В первых 16 матчах за сборную забил 10 мячей, к тому моменту нападающему исполнился только 21 год.
23 марта 1988 года сделал хет-трик в ворота сборной Греции, спустя 7 дней забил два мяча в товарищеском матче против чемпионов мира сборной Аргентины (4:2). После этого никогда не забивал за сборную более одного мяча за игру. 13 ноября 1991 года в последнем в истории матче сборной СССР в Ларнаке открыл счёт в игре против Кипра (3:0). На 70-й минуте был заменён на Александра Мостового.
Всего за сборную СССР провёл 68 матчей, забил 31 гол. Занимает 2-е место после Олега Блохина среди бомбардиров сборной. За сборную СНГ не выступал.
Участник чемпионата Европы 1988 года (5 матчей, 2 гола), чемпионатов мира 1986 года (1 матч) и 1990 года (3 матча, 1 гол).

#### Украина
Единственную игру за сборную Украины Протасов, который выступал тогда в Японии, сыграл 7 сентября 1994 года в Киеве на Республиканском стадионе против сборной Литвы (0:2). Это был матч 4-й группы отборочного турнира X чемпионата Европы (1996) — первый официальный матч сборной Украины.

## После игровой карьеры
Игровую карьеру закончил в Греции. Там же организовал футбольную школу «Протасов-клаб», в которой обучается примерно 150 человек.
В 2002—2004 годах работал скаутом в «Олимпиакосе», в который впоследствии был приглашён на тренерский пост.
В 2005—2006 годах работал тренером в Румынии с клубом «Стяуа». 18 декабря 2005 года стал тренером днепропетровского «Днепра».
Осенью 2008 года Протасов возглавил российскую команду первого дивизиона «Кубань», боровшуюся за выход в премьер-лигу. Он стал четвёртым главным тренером команды в сезоне. За три тура до окончания чемпионата выход в премьер-лигу был обеспечен победой в гостях над «КАМАЗом» со счётом 4:3. Однако, 19 ноября по взаимной договорённости было принято решение о расторжении контракта, главной причиной тому стала корректировка руководством клуба трансферного бюджета команды в сторону уменьшения затрат.
В 2009 году стал тренером «Ираклиса», откуда был уволен 30 октября 2009 года.
В 2010 году возглавил ФК «Ростов», где проработал до мая 2011 года.
11 ноября 2011 года стал главным тренером казахстанской «Астаны», а 23 апреля 2012 написал заявление об уходе по собственному желанию.
В 2012—2013 годах возглавлял минское «Динамо», довёл клуб до финала Кубка страны. Летом 2013 года досрочно покинул клуб.
В октябре 2014 года Протасов возглавил румынскую «Астру». 4 марта 2015 года покинул клуб, одержав с ним лишь две победы в национальном чемпионате и вылетев из Лиги Европы на групповой стадии с последнего места.
В марте 2017 года назначен на должность технического директора Федерации футбола Украины.

## Достижения

### В качестве игрока
«Днепр»
- Чемпион СССР: 1983
- Серебряный призёр Чемпионата СССР: 1987
- Бронзовый призёр Чемпионата СССР (2): 1984, 1985
- Обладатель Кубка Федерации футбола СССР: 1986

«Динамо» (Киев)
- Чемпион СССР: 1990
- Серебряный призёр Чемпионата СССР: 1988
- Бронзовый призёр Чемпионата СССР: 1989
- Обладатель Кубка СССР: 1990

«Олимпиакос»
- Серебряный призёр чемпионата Греции (2): 1991, 1992
- Бронзовый призёр чемпионата Греции (2): 1993, 1994
- Обладатель Кубка Греции: 1992

Сборная СССР
- Вице-чемпион Европы: 1988
- Бронзовый призёр чемпионата Европы до 19 лет: 1982

### В качестве тренера
«Олимпиакос» Пирей
- Чемпион Греции: 2003
- Финалист Кубка Греции: 2004

«Кубань»
- Серебряный призёр Первого дивизиона России: 2008

«Динамо» (Минск)
- Бронзовый призёр чемпионата Белоруссии: 2012

### Личные
- Обладатель европейской «Серебряной бутсы» 1986 года за 2-е место среди бомбардиров национальных первенств
- Лучший футболист СССР (по результатам опроса еженедельника «Футбол»): 1987
- Лучший бомбардир чемпионата СССР (3): 1985, 1987, 1990
- 2-е место с списке лучших бомбардиров в истории сборной СССР (28 мячей)
- Лучший бомбардир за всю историю футбольного клуба Днепр (108 голов)
- Заслуженный мастер спорта СССР (1988)
- В списках 33 лучших футболистов сезона в СССР (8): под № 1 (5 раз) — 1984, 1985, 1987, 1988, 1989; под № 2 (2 раза) — 1983, 1990; под № 3 (1 раз) — 1986
- Обладатель приза «France Football» лучшему бомбардиру Европы и Южной Америки за 1-е место среди бомбардиров национальных сборных — 1988
- Обладатель «Серебряной бутсы» чемпионата Европы 1988
- Обладатель приза журнала «Советский воин» «Рыцарю атаки» за наибольшее количество «хет-триков» в чемпионате СССР: 1985
- Рекордсмен чемпионатов СССР по количеству голов, забитых за один сезон (35 мячей)
- Член клуба Григория Федотова (245 мячей — «Футбол», 195 — «Советский спорт»)
- Член Клуба Игоря Нетто
- Член клуба Олега Блохина (275 мячей)[20]

### Награды
- Орден «За заслуги» III степени (2004)[21]

## Семья
Жена Наталья Лемешко — дочь советского футболиста, вратаря, а затем тренера, заслуженного тренера УССР Евгения Лемешко. Дети Никита (1995), Илья (1999) и Дария (2009).

## Клуб Олега Протасова
В марте 2017 года спортивным журналистом Виктором Хохлюком был создан Клуб бомбардиров имени Олега Протасова — символический клуб, объединяющий бомбардиров, родившихся на территории стран бывшего СССР, забивших за свою карьеру не менее 100 мячей в зарубежных командах (в том числе командах стран бывшего Советского Союза) и в официальных турнирах на высшем уровне.
Клуб носит имя Олега Протасова, который первым из футболистов стран постсоветского пространства забил 100 мячей в зарубежных командах на высшем уровне.
Символический клуб имени Олега Протасова периодически выходит в еженедельнике «InterFutbol».